# Gare de Langres
La gare de Langres est une gare ferroviaire française de la ligne de Paris-Est à Mulhouse-Ville, située sur le territoire de la commune de Langres, dans le département de la Haute-Marne, en région Grand Est.
Elle est mise en service en 1857, par la Compagnie des chemins de fer de l'Est.
C'est une gare de la Société nationale des chemins de fer français (SNCF), desservie par des trains régionaux du réseau TER Grand Est.

## Situation ferroviaire
Établie à 336 mètres d'altitude, la gare de Langres est située au point kilométrique (PK) 296,696 de la ligne de Paris-Est à Mulhouse-Ville, entre les gares ouvertes de Chaumont et de Culmont - Chalindrey. C'était une gare de bifurcation, avec les lignes de Poinson - Beneuvre à Langres (fermée) et de Langres à Andilly-en-Bassigny (également fermée).

## Histoire

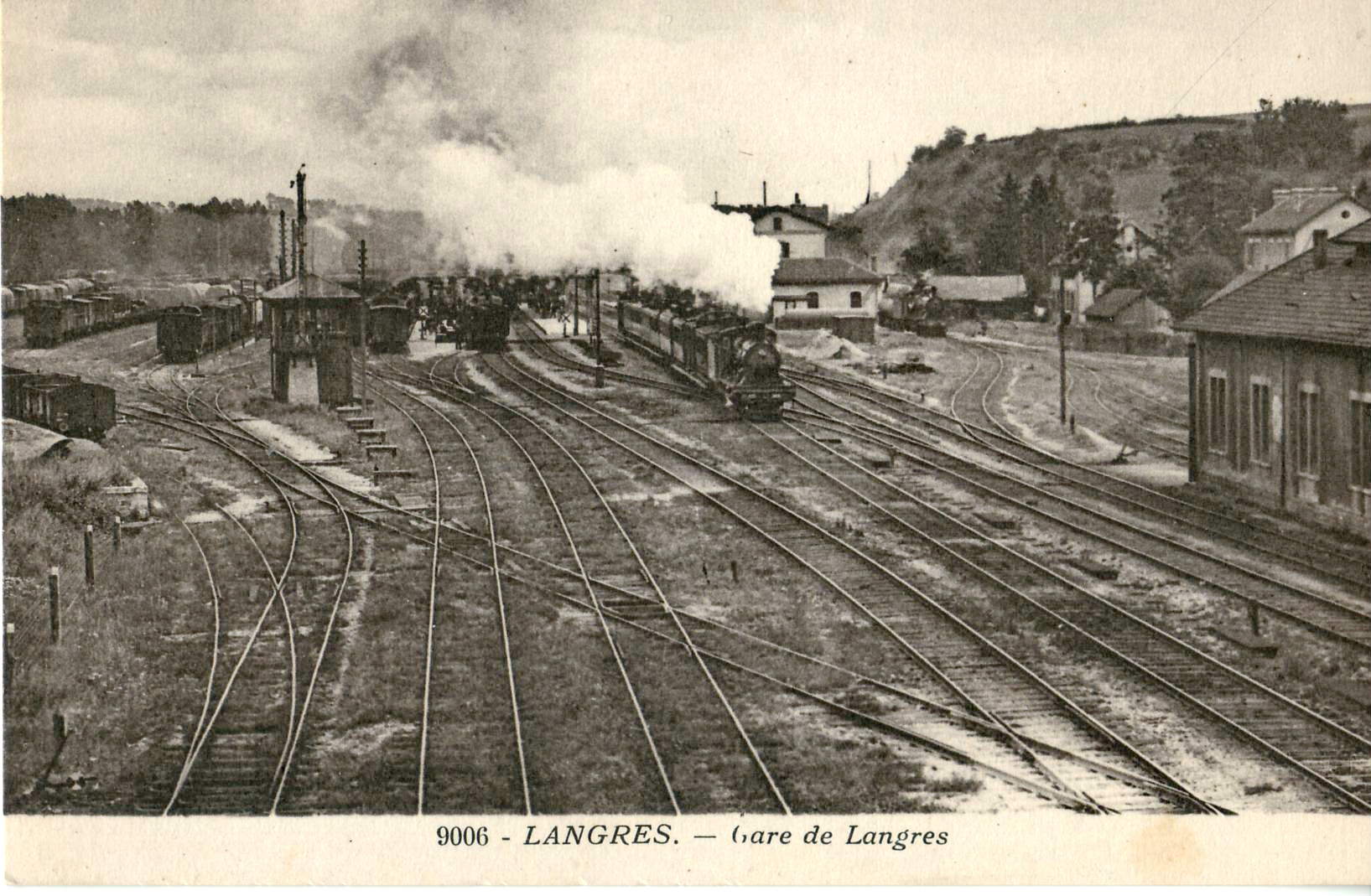
Intérieur de la gare, au tout début du XX.

La gare de Langres, située sur le tracé de la ligne de Paris à Mulhouse, est mise en service le 14 octobre 1857, par la Compagnie des chemins de fer de l'Est, lors de l'ouverture de la section entre Chaumont et Langres. La section suivante de Langres à Vesoul est mise en service le 22 février 1858.
En 1887 est mis en service le chemin de fer à crémaillère de Langres qui relie la gare à la ville haute.
Langres disposa également d'une autre gare, créée sur la ligne Langres - Poinson Beneuvre sous le nom de « Langres Ville » puis « Langres Bonnelle », située à 1 500 m au sud et en contrebas de la ville haute. Cette gare, construite dans les années 1870 dans la vallée de la Bonnelle (à flanc) était destinée au trafic voyageurs et au fret, notamment des foudres de vin (le triage se situait près de la grenouille).

### Fréquentation
Selon les estimations de la SNCF, la fréquentation annuelle de la gare figure dans le tableau ci-dessous.
| Année     | 2015   | 2016   | 2017   | 2018   | 2019   | 2020   | 2021   | 2022   | 2023   | 2024   |
| --------- | ------ | ------ | ------ | ------ | ------ | ------ | ------ | ------ | ------ | ------ |
| Voyageurs | 90 181 | 85 182 | 83 598 | 76 980 | 81 529 | 46 127 | 52 971 | 74 633 | 86 126 | 98 261 |

## Service des voyageurs

### Accueil
Gare de la SNCF, elle dispose d'un bâtiment voyageurs, avec guichets, ouvert tous les jours. Elle est équipée d'automates pour l'achat de titres de transport TER, d'une salle d'attente et de quais couverts.

### Desserte
Langres est desservie par des trains TER Grand Est, qui effectuent des missions entre les gares de Paris-Est et de Culmont - Chalindrey, de Belfort ou de Mulhouse, voire parfois de Dijon-Ville ou de Vittel, mais également entre celles de Reims et de Dijon-Ville.

### Intermodalité
Un parking est aménagé à ses abords. Elle est desservie par des bus et des cars.

## Galerie de photographies

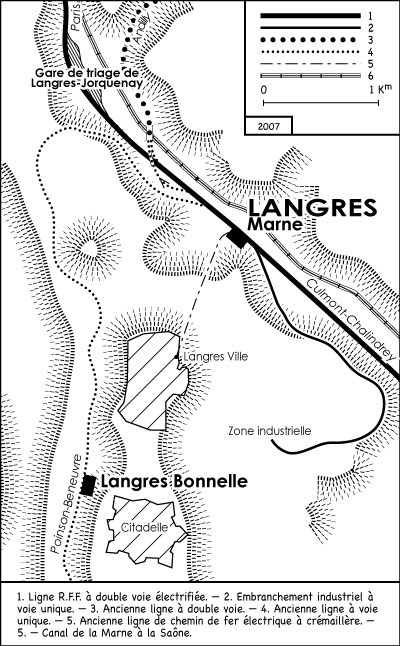
Ancien complexe ferroviaire de Langres.
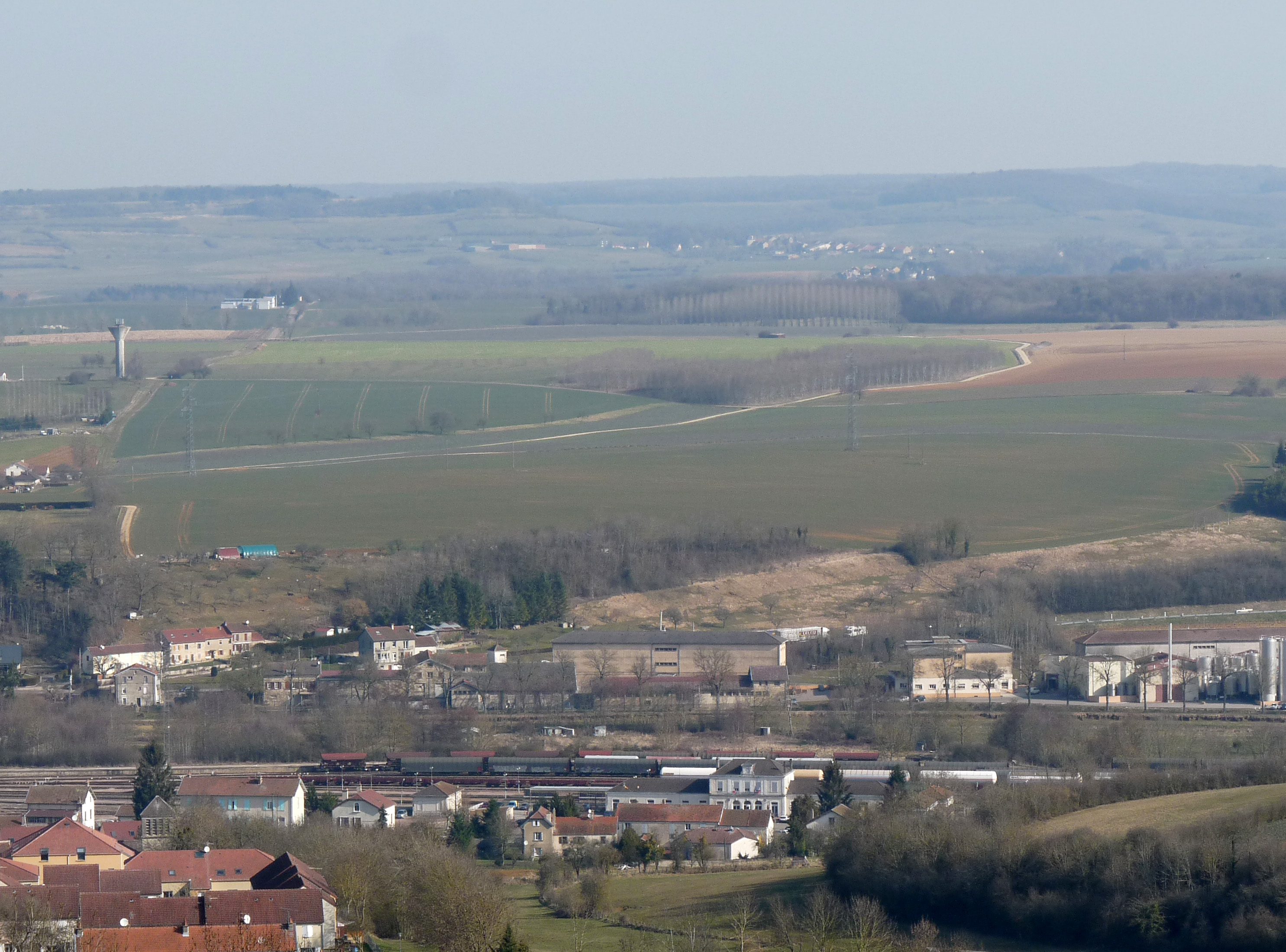
Vue sur la gare, depuis les hauteurs de la ville.
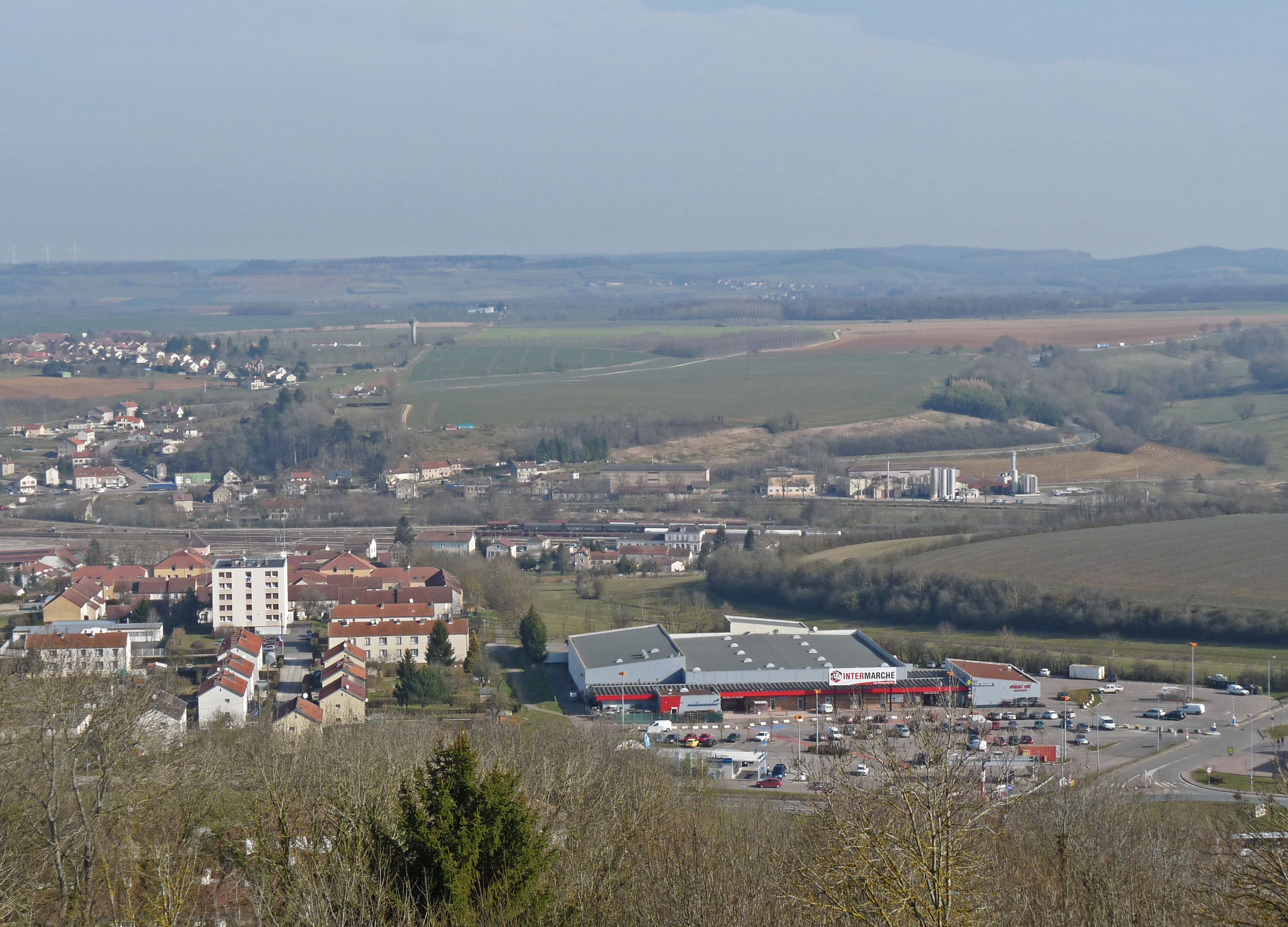
Autre vue sur la gare, également depuis les hauteurs de la ville.
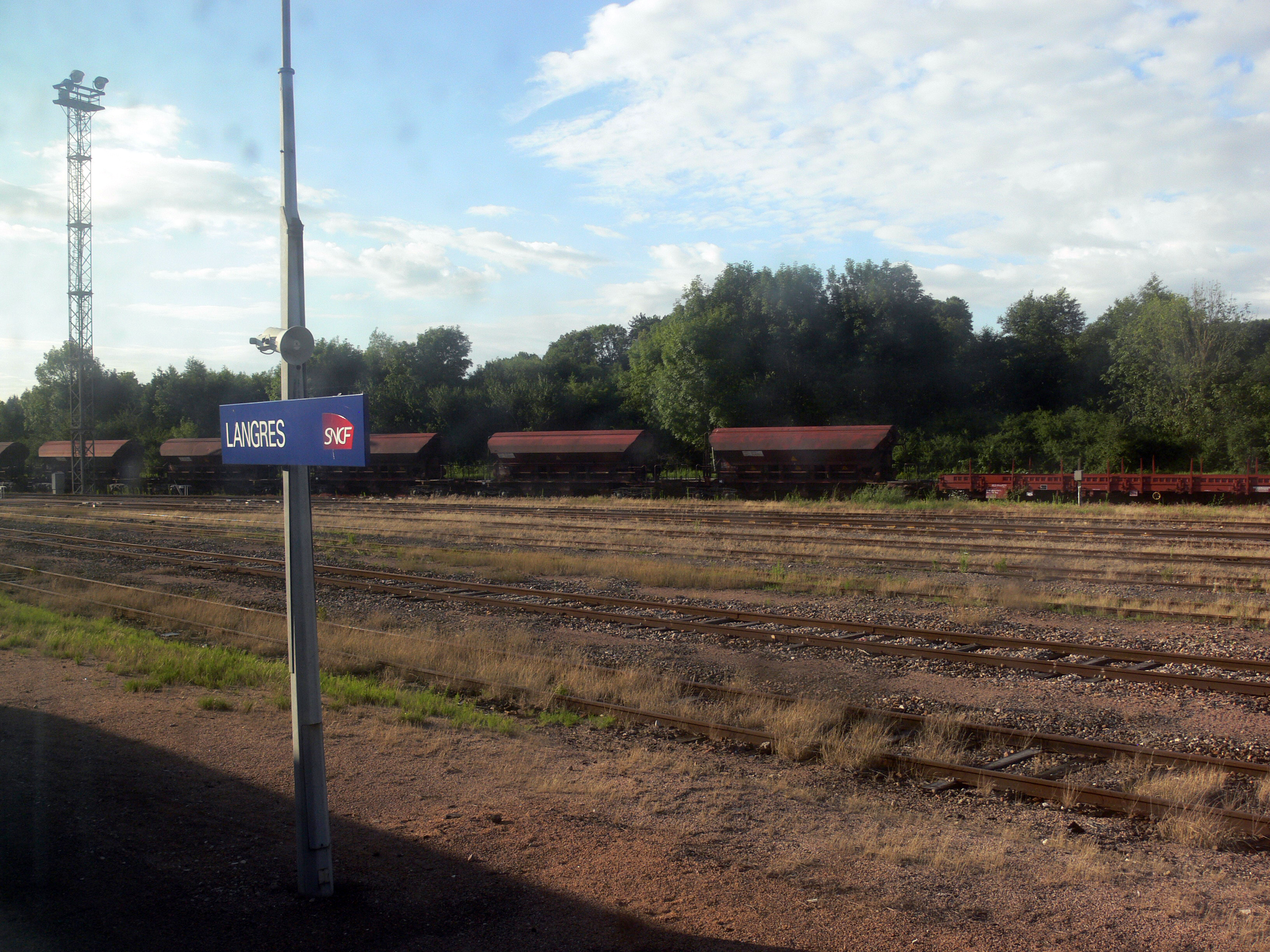
Voies du triage.